# Owl City
Owl City — проект американского музыканта Адама Янга. Жанр творчества Owl City можно определить как синти-поп. Проект появился в результате экспериментов Адама в подвале дома своих родителей в Миннесоте. Он выкладывал музыку на сайте MySpace, как и многие музыканты, достигшие успеха в конце 2000-х годов, прежде чем подписать контракт с Universal Republic Records (в настоящее время Republic Records, с 2012 года).
После релиза двух самостоятельных альбомов, Owl City приобрел популярность с выходом дебютного на лейбле альбома Ocean Eyes, который включает в себя семикратный «Платиновый» сингл «Fireflies». Альбом стал «Платиновым» в США в апреле 2010 года.
Адам Янг написал песни для нескольких анимационных фильмов: «Легенды ночных стражей», «Ральф», «Семейка Крудс» и «Смурфики 2».

## Адам Янг
Адам Янг (родился 5 июля 1986 года) — создатель проекта Owl City, и его единственный постоянный участник. Он родился в Оттумве (штат Айова), и переехал в Миннесоту со своей семьей, когда был ещё ребёнком. Окончив среднюю школу, поступил в колледж Риверлэнд (но вскоре был отчислен) и нашел работу на складе Coca-Cola. Он начал сочинять мелодии в голове во время работы, которые он затем записывал в своей студии в подвале дома своих родителей.
Адам — благочестивый христианин и заявил, что его вера это единственное, что важнее для него, чем музыка. Он назвал себя интровертированным и считает, что у него симптомы аутизма; однако он не был диагностирован. Это превратилось в общее убеждение, что у него он есть.

## История

### Ранние годы:Of JuneиMaybe I’m Dreaming(2007 — 2008)
Страдая от бессонницы во время работы на складе компании Coca-Cola, Адам Янг решил заняться музыкой. Он начал выкладывать треки на своей странице на MySpace, и их популярность в сети впоследствии привела к созданию музыкального проекта с приглашёнными музыкантами. В июне 2007 года, в возрасте 21 года, Адам Янг выпустил EP Of June на своем профиле на MySpace. Его профиль стал сенсацией с более чем 6 миллионами просмотров и 25 миллионами прослушиваний, что является рекордным за такой короткий промежуток времени. В 2008 году вышел первый полноформатный альбом Maybe I’m Dreaming. Of June занял 15 место в чарте Billboard Top Dance/Electronic Albums, Maybe I’m Dreaming там же поднялся до 13 позиции.
Песня «The Technicolor Phase» из альбома Maybe I’m Dreaming была включена в альбом Almost Alice — сборник песен разных музыкантов, вдохновлённых фильмом «Алиса в Стране чудес».
В декабре 2008 года был выпущен сингл «The Christmas Song».

### Ocean Eyes(2009 — 2010)
В феврале 2009 года Адам Янг подписал контракт с лейблом Universal Republic Records.
Первый альбом на лейбле, Ocean Eyes, вышел в iTunes 14 июля 2009 года и 28 июля в формате CD. Альбом дебютировал на 27 месте в Billboard 200. С него было выпущено три официальных сингла: «Umbrella Beach», «Fireflies» и «Vanilla Twilight». «Fireflies» возглавил чарты Канады и США, став самой часто скачиваемой композицией на iTunes в США. Ocean Eyes вошёл в десятку альбомного чарта США и возглавил американский чарт электронной музыки. В декабре 2009 года он получил статус «Золотого» в США, а в апреле 2010 года он стал «Платиновым». 24 января 2010 года «Fireflies» поднялся на первое место британского чарта синглов. Песня возглавила Billboard Hot 100 7 ноября 2009 года. Также «Fireflies» вышла в качестве бесплатного скачиваемого контента к игре для iPod/iPhone Tap Tap Revenge 3.
Вокалист группы Relient K Мэтт Тиссен сотрудничал с Owl City при создании некоторых треков, в том числе «Fireflies», и заявил в одном из интервью, что планирует создать с Адамом Янгом новый музыкальный проект «Goodbye Dubai».
В январе 2010 года вышло «улучшенное» издание альбома, под названием Ocean Eyes: Deluxe Edition. В нем появилось семь новых треков.
Owl City появился в саундтреке сериала 90210, куда вошла песня «Sunburn».
В начале 2010 года Адам Янг объявил о создании нового музыкального проекта Sky Sailing, в котором привычную для него электронную музыку заменят акустическая гитара и фортепиано. Необработанные треки этого проекта были записаны еще летом 2006 года, прежде, чем он начал писать музыку как Owl City. Первый альбом проекта, An Airplane Carried Me to Bed, вышел 13 июля 2010 года на iTunes.
Тем не менее через Twitter Адам заявил, что новые композиции Owl City также скоро выйдут.
В мае 2010 года Адам сотрудничал с известным британским музыкантом, продюсером и автором песен Ником Брейсгердлом. 1 августа 2010 года, под своим псевдонимом Chicane, Ник выпустил сингл «Middledistancerunner» в котором Адам исполнил вокал. Адам также работал со знаменитым нидерландским продюсером и диджеем Армином ван Бюреном над треком «Youtopia» из альбома ван Бюрена Mirage.
Летом 2010 года Адам записал песню «To the Sky» для мультфильма «Легенды ночных стражей».
В ноябре 2010 года был выпущен сингл «Peppermint Winter».

### All Things Bright and Beautiful(2011)
Производство третьего студийного альбома Owl City началось примерно в середине 2010 года. 18 октября Адам написал в блоге о своем третьем студийном альбоме, сообщив, что альбом близок к завершению.
В феврале 2011 года было объявлено название альбома, All Things Bright and Beautiful, и что он будет выпущен 17 мая. Однако, 6 апреля Адам опубликовал сообщение на своем сайте, вместе с превью нескольких песен («Dreams Don't Turn to Dust», «Alligator Sky (feat. Shawn Chrystopher)», «Galaxies» и «Deer in the Headlights»), что релиз будет перенесен на 14 июня.
«Alligator Sky» был выпущен в iTunes 12 апреля в качестве главного сингла с альбома. В начале апреля в продажу поступили билеты на тур «All Things Bright and Beautiful World Tour», и альбом стал доступен для предварительного заказа. Песня «Galaxies» была выпущена как второй сингл с альбома.
29 апреля вышел клип на «Alligator Sky». Адам объяснил концепцию этого клипа в видео о его производстве.
Третий сингл с альбома, «Deer in the Headlights», был выпущен в iTunes 23 мая. В июне альбом был выпущен в iTunes. Хотя, всего за несколько дней до 20 мая, почти весь альбом неофициально попал в Интернет. Клип на «Deer in the Headlights» вышел 30 июня. В нем есть сцена, где Адам едет ночью в точной копии DMC DeLorean из трилогии «Назад в будущее». В нем также исполняет эпизодическую роль канадская певица Lights.
В июле All Things Bright and Beautiful поднялся до 2 места в чарте Billboard Top Dance/Electronic Albums.
18 июля в iTunes был выпущен сингл «Lonely Lullaby». Адам дал интервью в августовском выпуске журнала Cliché. Он также появился на обложке журнала, и в выпуске были представлены некоторые из собственных художественных работ Адама. Позже в июле на концерте в клубе Club Nokia (The Novo, с 2016 года) в Лос-Анджелесе, Адам объявил, что концерт будет снят для DVD. Запись в конечном итоге была выпущена в iTunes в ноябре 2011 года.
15 ноября 2011 года сеть премиум-отелей Jumeirah выпустила рекламный ролик для их знаменитого роскошного отеля Burj Al Arab. Адама позвали сочинить музыку для рекламы.
Адам Янг также участвовал в записи сингла группы He Is We под названием «All About Us».

### The Midsummer Station(2012)
2 января 2012 года Адам написал в блоге о своем четвертом полноформатном альбоме. Он сказал, что будет сотрудничать с бо́льшим количеством продюсеров и авторов песен, чем раньше. Адам планировал выпустить альбом в промежутке между концом лета и осенью 2012 года. В феврале 2012 года в интервью с Billboard Адам сказал, что новый альбом завершен на 80-85%.
Адам, вместе с Jewel и Jay Sean, записал песню «Here's Hope» в поддержку кампании Child Hunger Ends Here от ConAgra Foods. 17 апреля 2012 года в Интернете неофициально появилась песня «Dementia», которая должна была быть в предстоящем альбоме. В песне принимал участие приглашенный музыкант Марк Хоппус из Blink-182.
Адам объявил, что новый EP Shooting Star должен выйти 15 мая и будет содержать четыре песни из предстоящего альбома, благодаря чему поклонники смогут получить четкое представление того, как будет звучать полноформатный альбом. 24 мая 2012 года Адам объявил в Twitter, что четвертый студийный альбом будет называться The Midsummer Station, и что он будет выпущен 14 августа 2012 года во всем мире, кроме Великобритании, где он будет выпущен 17 сентября 2012 года. 21 июня 2012 года Адам сообщил, что дата выхода альбома перенесена на 21 августа 2012 года, но дата выхода в Великобритании осталась прежней. 12 июля 2012 года Адам сообщил, что дата выхода в Великобритании все-таки будет перенесена, на 20 августа 2012 года.
Адам объявил в Twitter, что он будет работать с Карли Рэй Джепсен над новой песней, которая по его словам выйдет 26 июня 2012 года. 20 июня 2012 года он выпустил сингл «Good Time» в своем профиле на SoundCloud. Песня была выпущена на iTunes 26 июня 2012 года. Она получила в основном положительные отзывы от критиков, в том числе от Billboard и Entertainment Weekly. «Good Time» была написана Адамом совместно с Мэттом Тиссеном и Брайаном Ли. Песня дебютировала на 18 месте в Billboard Hot 100, а позже достигла 8 места. Песня дважды получила «Платиновый» сертификат.
8 августа Адам объявил через новостную рассылку в своей электронной почте, что 21 августа он будет проводить «Release Day Listening Party», и сделает несколько телевизионных выступлений, в том числе «The Today Show» 22 августа.
19 августа Адам выпустил две демоверсии песен «Beautiful Mystery» и «Paper Tigers».
В сентябре The Midsummer Station занял 7 место в чарте Billboard 200.
5 октября вышла песня «When Can I See You Again?» из саундтрека к мультфильму «Ральф».
6 ноября вышел EP Good Time (Remixes), в котором было много ремиксов, включая один от самого Адама.
В середине 2012 года Universal Music Group объявила, что подразделение Universal Republic Records будет закрыто, а весь реестр лейбла будет передан в Republic Records; в результате все будущие работы Owl City будут выпускаться на лейбле Republic Records.

### The Midsummer Station (Acoustic EP)(2013)
Адам Янг не выпустил полноформатного альбома в 2013 году, несмотря на сообщения о таком. В январе 2013 года Адам заявил, что его музыка будет содержать больше EDM песен, чем его прошлые работы. Он надеялся записать песню для альбома с Элли Голдинг, и заявил, что его новый альбом будет «острым». Вместо полноформатного альбома он выпустил The Midsummer Station (Acoustic EP) 30 июля. Мини-альбом содержал акустические версии песен «Good Time», «Shooting Star» и «Gold», взятых с его предыдущего студийного альбома. Мини-альбом также содержал два ранее неизданных трека: «Hey Anna» и «I Hope You Think Of Me».
В то же время Адам работал над несколькими песнями для анимационных фильмов и телевизионных рекламных роликов. 4 марта сингл «Shine Your Way» c участием Yuna был выпущен на iTunes как саундтрек из мультфильма «Семейка Крудс». Адам записал короткую песню «Wonderfilled» для телевизионной рекламы Oreo в мае 2013 года. В июне стало известно, что Owl City появится в саундтреке к фильму «Смурфики 2». Трек под названием «Live It Up» был выпущен в альбоме саундтрека Music from and Inspired By The Smurfs 2. 22 октября был выпущен сингл «Light of Christmas» в котором принимал участие TobyMac.

### UltravioletиMobile Orchestra(2014 — 2015)
8 апреля 2014 года вышел сингл «Beautiful Times», в котором принимала участие Линдси Стирлинг. Адам заявил, что намерен выпустить «серию нескольких EP» в 2014 году, вместо одного полноформатного альбома. В июне он объявил, что первый EP будет называться Ultraviolet, и будет выпущен 27 июня. За день до выхода EP, на сайте Rolling Stone дебютировал клип «Beautiful Times». Ultraviolet достиг 30 места в чарте Billboard 200.
В сентябре 2014 года вышел кавер на песню «Listen to What the Man Said» для трибьют-альбома Полу Маккартни, The Art of McCartney.
7 октября на официальном канале OwlCityVEVO на YouTube вышло музыкальное видео к песне «Tokyo» с участием Sekai no Owari. На следующий день было опубликовано официальное лирическое видео для еще одной новой песни «You're Not Alone» с участием Бритт Николь.
В декабре 2014 года вышел новый рождественский сингл «Kiss Me Babe, It's Christmas Time».
5 мая 2015 года на канале ESPN была показана часть из клипа к предстоящей песне «Verge» с участием Алоэ Блэка. Песня была выпущена 14 мая.
В апреле Адам заявил, что Owl City вернется с новым альбомом. Позже он объявил, что новый альбом Mobile Orchestra с главным синглом «Verge» выйдет 10 июля.
5 июня, после сингла «Verge», вышел второй сингл из Mobile Orchestra под названием «My Everything», а затем, 25 июня, сингл «Unbelievable».
29 июня 2015 года было выпущено анимационное видео для песни «Unbelievable» с участием Hanson.
В августе альбом Mobile Orchestra занял 11 место в Billboard 200.

### Cinematic(2016 — 2018)
24 ноября 2016 года была выпущена новая рождественская песня «Humbug».
16 июня 2017 года вышел сингл «Not All Heroes Wear Capes» и видео к нему.
23 июня 2017 года был выпущен сингл «Waving Through a Window», который являлся саундтреком к мюзиклу «Дорогой Эван Хэнсен».
30 октября 2017 года Адам объявил, что он выпустит альбом из 18 песен под названием Cinematic, с датой выхода 1 июня 2018 года. Он сообщил, что в течение восьми месяцев с октября по июнь будут выпущены три EP, которые он назвал Reel, в которых будет по три песни. Он заявил, что источником вдохновения для этого альбома являются «удивительные люди, которых он встречал, и места, которые он видел». Первый сингл альбома, «All My Friends», был выпущен 3 ноября 2017 года. 1 декабря 2017 года был выпущен первый EP из Cinematic, Reel 1.
Сингл «Ready To Fly», написанный Адамом в 2013 году в соавторстве с норвежским исполнителем Didrick, вышел 8 января 2018 года на лейбле Monstercat.
12 января 2018 года вышел второй сингл из Cinematic, «Lucid Dream». 2 февраля был выпущен Reel 2. 9 марта 2018 года вышел третий сингл из Cinematic, «New York City». 6 апреля 2018 года был выпущен Reel 3.
Cinematic занял 8 место в чарте Billboard Independent Albums.

## Музыкальный стиль и влияние
Owl City относится к жанру электронной музыки в стиле индитроника, синти-поп. Адам заявил, что он вдохновлен диско и европейской электронной музыкой, а также инструментальными жанрами, такими как дрон, эмбиент и пост-рок. Наибольшее влияние на него оказали Джонатон Форд (Unwed Sailor) и Томас Ньюман. Адам также включает часть своей христианской веры в свою музыку, поскольку он вокальный христианин. Его вера проявляется в альбоме All Things Bright and Beautiful, особенно в песне «Galaxies». Объясняя, почему проникнутая верой песня была добавлена в альбом, он говорит:

Мне кажется, что если я когда-нибудь скрою тот факт, что это так важно для меня, это было бы преступлением, за которое меня, наверное, стоило бы посадить в тюрьму.
Оригинальный текст (англ.)I feel like if I were ever to hide the fact that that's what's so important to me, it would be a crime, that I should probably be put in jail for that.

Owl City часто сравнивали с группой The Postal Service за его комбинацию «нечетких» синтезаторов, ироничные тексты песен и использование женского вокала в некоторых песнях.

## Туровые участники
Owl City — один из многих сольных проектов Адама Янга, в котором вся музыка сочинена, написана, записана и спродюсирована им самим. Во время живых выступлений его сопровождает группа поддерживающих музыкантов:
- Бриэнн Дюрен (англ. Breanne Düren) — клавишные, бэк-вокал
- Джаспер Нэфью (англ. Jasper Nephew) — гитара
- Роб Морган (англ. Rob Morgan) — бас-гитара, музыкальный продюсер[163]
- Габриэль Хейген (англ. Gabriel Hagan) — ударные

#### Бывшие участники
- Кейси Браун (англ. Casey Brown) — ударные
- Мэтт Декер (англ. Matt Decker) — ударные
- Стив Гулд (англ. Steve Goold) — ударные
- Даниел Йёргенсен (англ. Daniel Jorgensen) — гитара, вибрафон, бас-гитара
- Лора Мастен (англ. Laura Musten) — скрипка
- Ханна Шрёдер (англ. Hannah Schroeder) — виолончель
- Остин Тофт (англ. Austin Tofte) — клавишные, вокал

## Дискография

### Студийные альбомы
- Maybe I’m Dreaming (2008)
- Ocean Eyes (2009)
- All Things Bright and Beautiful (2011)
- The Midsummer Station (2012)
- Mobile Orchestra (2015)
- Cinematic (2018)
- Coco Moon (2023) [164]

### Мини-альбомы (EP)
- Of June (2007)
- The Midsummer Station (Acoustic EP) (2013)
- Ultraviolet (2014)
- Cinematic: Reel 1 (2017)
- Cinematic: Reel 2 (2018)
- Cinematic: Reel 3 (2018)

### Синглы
- «The Christmas Song» (2008)
- «Umbrella Beach» (2009)
- «Fireflies» (2009)
- «Vanilla Twilight» (2009)
- «Strawberry Avalanche» (2009)
- «To the Sky» (2010)
- «Peppermint Winter» (2010)
- «Galaxies» (2011)
- «Alligator Sky (feat. Shawn Chrystopher)» (2011)
- «Lonely Lullaby» (2011)
- «Shooting Star» (2012)
- «Good Time (feat. Carly Rae Jepsen)» (2012)
- «When Can I See You Again?» (2012)
- «Shine Your Way (feat. Yuna)» (2013)
- «Live It Up» (2013)
- «Light of Christmas (feat. TobyMac)» (2013)
- «Beautiful Times (feat. Lindsey Stirling)» (2014)
- «Tokyo (feat. Sekai no Owari)» (2014)
- «You're Not Alone (feat. Britt Nicole)» (2014)
- «Kiss Me Babe, It's Christmas Time» (2014)
- «Verge (feat. Aloe Blacc)» (2015)
- «My Everything» (2015)
- «Unbelievable (feat. Hanson)» (2015)
- «Humbug» (2016)
- «Not All Heroes Wear Capes» (2017)
- «Waving Through a Window» (2017)
- «All My Friends» (2017)
- «Lucid Dream» (2018)
- «New York City» (2018)
- "Up To The Cloud" (2022)
- «Kelly Time» (2023)

## Награды и номинации
| Год  | Премия                                 | Категория                               | Номинированная работа       | Результат |
| ---- | -------------------------------------- | --------------------------------------- | --------------------------- | --------- |
| 2010 | ARIA Awards                            | Most Popular International Artist       |                             | Номинация |
| 2010 | Q Awards                               | Best Track                              | «Fireflies»                 | Номинация |
| 2011 | Billboard Music Awards                 | Top Dance/Electronic Album              | Ocean Eyes                  | Номинация |
| 2012 | VEVOCertified Awards                   | 100,000,000 Views                       | «Good Time»                 | Победа    |
| 2012 | Billboard Japan Music Awards           | Hot Top Airplay of the Year             | «Good Time»                 | Победа    |
| 2012 | Billboard Japan Music Awards           | Digital & Airplay Overseas of the Year  | «Good Time»                 | Победа    |
| 2012 | NRJ Music Awards                       | International Group/Duo of the Year     | «Good Time»                 | Номинация |
| 2012 | Phoenix Film Critics Society Awards    | Best Original Song                      | «When Can I See You Again?» | Номинация |
| 2013 | VEVOCertified Awards                   | 100,000,000 Views                       | «Fireflies»                 | Победа    |
| 2013 | Denver Film Critics Society            | Best Original Song                      | «When Can I See You Again?» | Номинация |
| 2013 | ASCAP Film and Television Music Awards | Top Box Office Films                    | «When Can I See You Again?» | Победа    |
| 2013 | Annie Awards                           | Music in an Animated Feature Production | «When Can I See You Again?» | Победа    |